# Hamgyŏng-sanjulgi
Hamgyŏng-sanjulgi är en bergskedja i Nordkorea.   Den ligger i provinsen Hambuk, i den nordöstra delen av landet, 400 km nordost om huvudstaden Pyongyang.
Hamgyŏng-sanjulgi sträcker sig 151 km i sydvästlig-nordostlig riktning. Den högsta punkten är 32 768 meter över havet.